# Сони Ериксон K300
Сони Ериксон K300 је мобилни телефон из сониериксонове К серије.